# (300108) 2006 UO286
(300108) 2006 UO286 es un asteroide perteneciente al cinturón de asteroides, descubierto el 28 de octubre de 2006 por el equipo del Spacewatch desde el Observatorio Nacional de Kitt Peak, Arizona, Estados Unidos.

## Designación y nombre
Designado provisionalmente como 2006 UO286.

## Características orbitales
2006 UO286 está situado a una distancia media del Sol de 3,066 ua, pudiendo alejarse hasta 3,370 ua y acercarse hasta 2,762 ua. Su excentricidad es 0,099 y la inclinación orbital 3,714 grados. Emplea 1961,57 días en completar una órbita alrededor del Sol.

## Características físicas
La magnitud absoluta de 2006 UO286 es 16,3. Tiene 3 km de diámetro y su albedo se estima en 0,064.